# Jörg Bong
Jörg Bong (Bad Godesberg, 17 februari 1966), pseudoniem Jean-Luc Bannalec, is een Duits literatuurwetenschapper, uitgever en auteur. Tot juni 2019 was hij directeur-uitgever van S. Fischer Verlag. Onder het pseudoniem Jean-Luc Bannalec schrijft hij sinds 2012 misdaadromans met als hoofdpersoon de Bretonse politiecommissaris Dupin. Zijn romans zijn in meerdere talen vertaald en voor tv verfilmd.

## Biografie
Bong studeerde Duitse taal- en letterkunde, filosofie, geschiedenis en psychoanalyse aan de Universiteit van Bonn en de Universiteit van Frankfurt am Main. Hij promoveerde in Frankfurt met een proefschrift over fantasie en esthetiek in het werk van Ludwig Tieck. In 1995 en 1996 was hij aan de Universiteit van Frankfurt projectleider van de postdoctorale cursus in boek- en mediapraktijk.
Vanaf 1997 werkte Bong voor de uitgeverij S. Fischer Verlag, eerst als assistent van eigenares Monika Schoeller, daarna als redacteur Duitstalige literatuur, en later als programmadirecteur. In 2002 nam hij de leiding van S. Fischer Verlag over en in 2008 die van alle aangesloten uitgeverijen. Van 2014 tot juni 2019 was Bong directeur-uitgever en woordvoerder van de raad van bestuur. Hij verliet S. Fischer Verlag in 2019 om zich helemaal aan het schrijven te kunnen wijden.
Bong woont afwisselend in Frankfurt en in het Bretonse departement Finistère.

## Misdaadromans
Onder het pseudoniem Jean-Luc Bannalec publiceert Bong sinds 2012 misdaadromans, die zich afspelen in de Franse regio Bretagne. Hoofdpersoon is de politieman Georges Dupin. Hij is oorspronkelijk als disciplinaire maatregel van Parijs overgeplaatst naar Concarneau in Bretagne, waar hij zich steeds meer thuis gaat voelen. Al snel na de publicatie van de eerste roman werd er gespeculeerd dat Bong achter het pseudoniem schuil ging; hij gaf echter pas in juni 2020, na zijn vertrek bij Fischer, zijn eerste interviews aan de Duitse pers als Jean-Luc Bannalec.
Zijn misdaadromans zijn met name in Duitsland erg populair en stonden hoog in de bestsellerlijsten. In de Duitstalige landen waren tot mei 2020 meer dan 4 miljoen exemplaren verkocht. Het succes van de boeken leidde in en om Concarneau tot een toename van het aantal Duitse toeristen.
De boeken zijn in ten minste 14 talen vertaald, een aantal ook in het Nederlands. De misdaadromans werden verfilmd voor de Duitse publieke zender Das Erste (ARD) onder de titel Kommissar Dupin.

## Publicaties (selectie)

### Als Jörg Bong
- Jörg Bong, Die Auflösung der Disharmonien: zur Vermittlung von Gesellschaft, Natur und Ästhetik in den Schriften Karl Philipp Moritz. 1993. ISBN 3-631-46150-X
- Jörg Bong, Texttaumel: Poetologische Inversionen von Spätaufklärung und Frühromantik. 2000. ISBN 978-3-8253-1117-9
- Jörg Bong en Oliver Vogel. Verwünschungen. 2001. ISBN 3-596-14754-9
- Jörg Bong en Florian Illies. Kleines deutsches Wörterbuch. 2002. ISBN 3-10-036800-2
- Jörg Bong en Silvia Bovenschen. Rituale des Alltags. 2002. ISBN 3-10-003511-9
- Jörg Bong, Roland Spahr en Oliver Vogel, Aber die Erinnerung davon: Materialien zum Werk von Marlene Streeruwitz. 2006. ISBN 978-3-596-16987-0
- Jörg Bong. Eine Lese-Verführung. 2009. ISBN 978-3-596-65001-9

### Onder het pseudoniem Jean-Luc Bannalec
- Bretonische Verhältnisse: Ein Fall für Kommissar Dupin. 2012. ISBN 978-3-46204-406-5
Nederlandse vertaling:

Bretonse verhoudingen: een zaak voor commissaris Dupin. 2017. ISBN 978-9-04884-049-6
Een Bretagnethriller 1 - Commissaris Dupin en de dode in Pont-Aven. 2025
- Bretonische Brandung – Kommissar Dupins zweiter Fall. 2013. ISBN 978-3-46204-496-6

Nederlandse vertaling:
Een Bretagnethriller 2 - Commissaris Dupin en de moorden op Glénan. 2025
- Bretonisches Gold – Kommissar Dupins dritter Fall. 2014. ISBN 978-3-46204-622-9

Nederlandse vertaling:
Een Bretagnethriller 3 - Commissaris Dupin en de Fleur de Sel. 2025
- Bretonischer Stolz – Kommissar Dupins vierter Fall. 2015. ISBN 978-3-46204-813-1
- Bretonische Flut – Kommissar Dupins fünfter Fall. 2016. ISBN 978-3-46204-937-4
- Bretonisches Leuchten – Kommissar Dupins sechster Fall. 2017. ISBN 978-3-46205-056-1
- Bretonische Geheimnisse – Kommissar Dupins siebter Fall. 2018. ISBN 978-3-462-05201-5
- Bretonisches Vermächtnis – Kommissar Dupins achter Fall. 2019. ISBN 978-3-462-05265-7
- Bretonische Spezialitäten – Kommissar Dupins neunter Fall. 2020. ISBN 978-3-462-05401-9
- Bretonische Idylle - Kommissar Dupins zehnter Fall. 2021. ISBN 978-3-462-054026
- Bretonische Nächte – Kommissar Dupins elfter Fall. 2022. ISBN 978-3-462-05403-3
- Bretonischer Ruhm – Kommissar Dupins zwölfter Fall. 2023. ISBN 978-3-462-05404-0
- Bretonische Sehnsucht – Kommissar Dupins dreizehnter Fall. 2024. ISBN 978-3-462-00246-1.
- Bretonische Versuchungen: Kommissar Dupins vierzehnter Fall. 2025. ISBN 978-3462304039.